# I Dreamed I Saw St. Augustine
«I Dreamed I Saw St. Augustine» es una canción del músico estadounidense Bob Dylan, publicada en el álbum de estudio John Wesley Harding. La canción fue grabada en la primera sesión de John Wesley Harding el 17 de octubre de 1967 y ha sido versionada por varios artistas, incluyendo Joan Báez, Vic Chesnutt, John Doe, Thea Gilmore, Adam Selzer, Eric Clapton y Dirty Projectors. Además, Jimi Hendrix intentó en un primer momento versionar esta canción, pero sintió que era demasiado personal y en su lugar versionó una canción diferente del álbum, «All Along the Watchtower».

## Historia
«I Dreamed I Saw St. Augustine», al igual que el resto de John Wesley Harding, tiene un acompañamiento musical discreto y libre, con guitarra acústica, bajo y batería. Sin embargo, las letras transmiten una sensación de profundo sentimiento de culpa, así como una visión de la fe, la justicia, el miedo y la traición. El sentimiento de culpa es particularmente frecuente en la estrofa final:
«I dreamed I saw St. Augustine
Alive, with fiery breath
And I dreamed I was amongst the ones that put him out to death
Oh, I awoke in anger, so alone and terrified
I put my fingers against the glass
And bowed my head and cried».
La apertura de la canción parafrasea la canción «Joe Hill», de Alfred Hayes y Earl Robinson, que comienza con el verso «I dreamed I saw Joe Hill last night». «Joe Hill» era una canción popular escrita como tributo a Joe Hill, un dirigente sindical que fue visto por los partidarios como un mártir tras ser declarado culpable de un asesinato sin motivo basado en evidencias débiles. La referencia es irónica, ya que la canción parece negar la existencia de mártires modernos para conducir modernos para conducir a la humanidad a la salvación.
El San Agustín del título a menudo se ha relacionado con Agustín de Hipona, aunque no fue martirizado. Fue, sin embargo, un filósofo que escribió sobre la maldad y la culpa, y podría haber sido visto como un ser martirizado en el sentido de ser asesinado por sus propios pecados. En el sueño revelado en la canción, San Agustín lleva un escudo de oro macizo, lo que puede significar o bien los excesos mundanos o bien la propia salud espiritual de Agustín. También lleva una manta, un signo de ascetismo o de su compasión.
San Agustín está en busca de «las almas, las cuales han sido vendidas», una referencia a la comercialización del ser interior de la humanidad, un motivo que repetirá en otras canciones del álbum como «Dear Landlord» y «The Ballad of Frankie Lee and Judas Priest». El sueño termina cuando el narrador se da cuenta de que él mismo está entre los que dan muerte a San Agustín, iniciando sus sentimientos de culpa ya que ve el error de sus caminos.
Una interpretación de la canción es que San Agustín es un sustituto del propio Dylan, que había sido visto como un profeta o mesías y estuvo a punto de ser «mártir» tras su accidente de moto unos meses antes de escribir la canción, pero en cualquier caso había llegado demasiado tarde, ya que la humanidad había vendido su alma a muchas tentaciones. Otra posible interpretación es que Dylan se ve como alguien que «lo puso sobre la muerte», una referencia a la responsabilidad de la muerte de Jesús, la máxima expresión de la culpa personal.

## Personal
- Bob Dylan: voz, guitarra y armónica
- Charlie McCoy: bajo
- Kenneth Buttrey: batería